# Alex Pettyfer
Alexander Richard Pettyfer (født 10. april 1990) er en britisk skuespiller og model.
Pettyfer er søn af en skuespiller og en forhenværende mannequin. Han optrådte på teaterscenen og på tv, før han fik rollen som Alex Rider: hovedpersonen i filmudgaven af Stormbreaker som havde verdenspremiere i 2006. Udover at have spillet en mindre rolle i filmen Wild Child, hvor han spiller sammen med bl.a. Emma Roberts, har han desuden spillet med i I Am Number Four, Beastly og Magic Mike.

## Udvalgt filmografi
| År   | Filmtitel              | Rolle            | Note(r) |
| ---- | ---------------------- | ---------------- | ------- |
| 2005 | Tom Brown's Schooldays | Tom Brown        | Tv-film |
| 2006 | Stormbreaker           | Alex Rider       |         |
| 2008 | Wild Child             | Freddie Kingsley |         |
| 2009 | Tormented              | Bradley          |         |
| 2010 | Beastly                | Kyle Kingson     |         |
| 2011 | I am Number Four       | John Smith       |         |
| 2011 | In Time                | Fortis           |         |
| 2012 | Magic Mike             | Adam             |         |
| 2014 | Endless Love           | David Elliot     |         |

## Modelarbejde
- 2008: Burberry – Forår / Sommer
- 2008: Burberry – The Beat For Men eau du cologne
- 2009: Burberry – Forår / Sommer